# Divize D 1983/1984
V soubojích 19. ročníku Moravskoslezské divize D 1983/84 (jedna ze skupin 4. fotbalové ligy) se utkalo 14 týmů každý s každým dvoukolovým systémem podzim–jaro. Tento ročník začal v srpnu 1983 a skončil v červnu 1984. Až do sezony 2019/20 to byl poslední ročník se 14 účastníky (1965/66 – 1968/69 a 1980/81 – 1983/84) v historii Divize D.

## Nové týmy v sezoně 1983/84
- Ze III. ligy – sk. B 1982/83 sestoupilo do Divize D mužstvo TJ Spartak Choceň.
- Z Jihomoravského krajského přeboru 1982/83 postoupilo vítězné mužstvo TJ Tatran PKZ Poštorná.
- Ze Severomoravského krajského přeboru 1982/83 postoupilo vítězné mužstvo TJ Baník ČSA Karviná.

## Konečná tabulka
Zdroj: 
| Poř. | Tým                        | Z  | V  | R  | P  | VG | OG | B  |
| ---- | -------------------------- | -- | -- | -- | -- | -- | -- | -- |
| 1.   | TJ JZD Slušovice           | 26 | 16 | 9  | 1  | 59 | 17 | 41 |
| 2.   | TJ NHKG Ostrava            | 26 | 18 | 4  | 4  | 47 | 19 | 40 |
| 3.   | TJ Jiskra Kyjov            | 26 | 11 | 9  | 6  | 40 | 24 | 31 |
| 4.   | TJ Zetor Brno              | 26 | 12 | 3  | 11 | 48 | 46 | 27 |
| 5.   | TJ Sigma Hranice           | 26 | 8  | 10 | 8  | 32 | 37 | 26 |
| 6.   | TJ US Uničov               | 26 | 9  | 7  | 10 | 30 | 27 | 25 |
| 7.   | TJ Tatran PKZ Poštorná (N) | 26 | 8  | 9  | 9  | 35 | 36 | 25 |
| 8.   | TJ Baník Horní Suchá       | 26 | 7  | 11 | 8  | 28 | 30 | 25 |
| 9.   | TJ TŽ Třnec „B“            | 26 | 9  | 6  | 11 | 33 | 37 | 24 |
| 10.  | TJ Baník 1. máj Karviná    | 26 | 8  | 8  | 10 | 29 | 33 | 24 |
| 11.  | TJ Spartak Choceň (S)      | 26 | 9  | 6  | 11 | 32 | 41 | 24 |
| 12.  | TJ Baník ČSA Karviná (N)   | 26 | 10 | 4  | 12 | 29 | 38 | 24 |
| 13.  | TJ Slavoj Bruntál          | 26 | 7  | 8  | 11 | 31 | 43 | 22 |
| 14.  | TJ MS Karolinka            | 26 | 1  | 4  | 21 | 16 | 61 | 6  |

Poznámky:
- Z = Odehrané zápasy; V = Vítězství; R = Remízy; P = Prohry; VG = Vstřelené góly; OG = Obdržené góly; B = Body; (S) = Mužstvo sestoupivší z vyšší soutěže; (N) = Mužstvo postoupivší z nižší soutěže (nováček)

|  | Postup do III. ligy – sk. B 1984/85                          |
|  | Přechod do Divize C 1984/85                                  |
|  | Sestup do Severomoravského krajského přeboru – sk. B 1984/85 |